# Държавен архив – Сливен
Държавен архив – Сливен е отдел в дирекция „Регионален държавен архив“ – Бургас.

## Дейност
В него се осъществява подбор, комплектуване, регистриране, обработване, съхраняване и предоставяне за използване на определените за постоянно запазване документи на областната администрация, на общините на територията на Сливенска област, на териториалните структури на държавните органи и на други държавни и общински институции, организации и значими личности от местно значение, както и научно-методическото ръководство и контрол на организацията на работата с документите в деловодствата и учрежденските архиви, тяхното опазване и използване.
Към архива функционират читалня и библиотека. В научно-справочната библиотека са заведени 2873 тома специализирана литература по история, архивистика и други области на науката, речници, енциклопедии, справочници, пътеводители, каталози, документални сборници, периодични издания.

## История
Архивът е създаден през 1959 г. в резултат на административно-териториалната реформа от 1959 г. От 1961 г. е на административно подчинение на Окръжен народен съвет – Сливен, от 1988 г. е в структурата на Община – Сливен. През 1992 г. преминава на пряко административно подчинение на Главно управление на архивите при Министерски съвет. От 1978 г. получава статут на дирекция, а през 2010 г. е преструктуриран в отдел. От 1985 г. архивът се помещава в самостоятелна преустроена сграда.

## Фонд
Първите постъпления са предадени от държавните архиви в Бургас и Стара Загора, комплектувани преди промяната на административно-териториалното деление на страната през 1959 г. и създаването на архива в Сливен. През 1993 г. е приет фондовият масив на ОК на БКП, възлизащ на 628 фонда с 13 310 архивни единици, 1421 спомена, 535 частични постъпления, 349 снимки и 27 албума.
Общата фондова наличност на архива към 1 януари 2017 г. възлиза на 1238,57 линейни метра с 2224 архивни фонда (2146 учрежденски и 78 лични) с общ брой 147 906 архивни единици, 721 частични постъпления и 2124 спомена. Застрахователният фонд се състои от 21 897 кадъра с негативи на микрофилмирани документи и 8567 кадъра позитив.

## Ръководители
През годините ръководители на архива са:
- Георги Георгиев (1959 – 1961)
- Васил Чанев (1961 – 1962)
- Панайот Митев (1962 – 1969)
- Кольо Колев (1969 – 1983)
- Йорданка Мартинова (1984 – 1994)
- Александър Александров (1994 – 2015)
- Ваня Койчева (2015 – )